# Parbayse
Parbayse ist eine französische Gemeinde mit 321 Einwohnern (Stand 1. Januar 2022) im Département Pyrénées-Atlantiques in der Region Nouvelle-Aquitaine (vor 2016: Aquitanien). Die Gemeinde gehört zum Arrondissement Pau (bis 2016: Arrondissement Oloron-Sainte-Marie) und zum Kanton Le Cœur de Béarn (bis 2015: Kanton Monein).
Der Name stammt aus dem lateinischen pars (deutsch Teil, Abteilung, Stück) und dem Namen des Flusses Bayse. Die Bewohner werden Parbaysiens und Parbaysiennes genannt.

## Geographie
Parbayse liegt circa 20 Kilometer westlich von Pau in der historischen Provinz Béarn.
Umgeben wird der Ort von den Nachbargemeinden:
| Pardies | Abos                                        |       |
| Monein  | Kompassrose, die auf Nachbargemeinden zeigt | Arbus |
|         | Cuqueron                                    |       |

Parbayse liegt im Einzugsgebiet des Flusses Adour. Die Bayse, ein Nebenfluss des Gave de Pau, durchströmt mit seinem Zufluss, dem Ancien Canal du Moulin, das Gebiet der Gemeinde.

## Geschichte
Bis 1725 gehörte das Dorf Parbayse zur Gemeinde Abos. Im Zuge der Gründung des Départements Basses-Pyrénées wurde 1790 der geografische Mittelpunkt des Départements gesucht und in Parbayse gefunden. Dies wurde offiziell nicht angenommen, da das Dorf als zu klein angesehen wurde. Im 19. Jahrhundert befanden sich immerhin zwölf Wassermühlen auf dem Gemeindegebiet.
Toponyme und Erwähnungen von Parbayse waren:
- Partbayse (1535, Urkunden aus Monein),
- Part-Baysa und Parbaysa (1538 bzw. gegen 1540, Manuskriptsammlung des 16. bis 18. Jahrhunderts),
- les Parbaise (1750, Karte von Cassini),
- Parbaïse (1776, Zählung in Parbayse),
- Parbaise (1793, Notice Communale) und
- Parbayse (1863, Dictionnaire topographique du département des Basses-Pyrénées).[4][5][6]

### Einwohnerentwicklung
Nach einem Höchststand der Einwohnerzahl von rund 350 in der ersten Hälfte des 19. Jahrhunderts reduzierte sich die Zahl bei kurzen Erholungsphasen bis zu den 1960er Jahren auf ein Niveau von rund 160. Seit den 1990er Jahren ist ein signifikantes Wachstum zu verzeichnen.
| Jahr      | 1962 | 1968 | 1975 | 1982 | 1990 | 1999 | 2006 | 2009 | 2022 |
| --------- | ---- | ---- | ---- | ---- | ---- | ---- | ---- | ---- | ---- |
| Einwohner | 189  | 160  | 162  | 165  | 219  | 243  | 241  | 248  | 321  |

## Sehenswürdigkeiten
- Haus in Parbayse. Es ist im 19. Jahrhundert im traditionellen Béarner Stil gebaut. Eine Giebelfassade mit nur einem Fenster zeigt zur Straßenseite, während die Hauptfassade sich einem Innenhof zuwendet, der mit Nebengebäuden, einer Mauer und einem schmiedeeisernen Tor abgeschlossen ist. Das Hauptgebäude birgt Wohn- und Schlafzimmer, die über den Eingang in der Mitte des Erdgeschosses erreichbar sind. Die Fenter sind von unten bis in das Dachgeschoss symmetrisch angeordnet. Die Übereinstimmung mit der Béarner Tradition bilden weitere architektonische Elemente, wie z. B. die beiden Schornsteine, die sich an den Enden des mit Schiefer gedeckten Daches befinden und die Umrahmung von Fenstern und Türen nach außen hin mit weißen Steinen. Das Haus befindet sich in Privatbesitz und ist nicht zu besichtigen.[8]

## Wirtschaft und Infrastruktur
Die Wirtschaft der Gemeinde wird in erster Linie von der Landwirtschaft bestimmt, hierbei insbesondere vom Weinbau. Die Familie Tessier, Besitzerin des Weinguts Domaine Barthelemy, baut in Parbayse auf 6,5 Hektar Weine der AOC Jurançon an.
Parbayse liegt in den Zonen AOC der Weinbaugebiete Jurançon und Béarn sowie des Ossau-Iraty, eines traditionell hergestellten Schnittkäses aus Schafmilch.

### Bildung
Parbayse verfügt über eine öffentliche Vor- und Grundschule mit 29 Schülerinnen und Schülern im Schuljahr 2017/2018.

### Verkehr
Parbayse wird durchquert von der Route départementale 229.